# Gipsbergwerk Preinsfeld
Das Gipsbergwerk Preinsfeld ist ein ehemaliger Tage- und Untertagebau von Gips in Preinsfeld, einem Ortsteil von Heiligenkreuz im Wienerwald, südwestlich von Wien.
Das Vorkommen im Raum Preinsfeld, Füllenberg (nordöstlich Heiligenkreuz, historisch als Füllendorf genannt) und Groisbach (bei Alland) gehörte zu den bedeutenderen Gipslagerstätten in Österreich. Es ist seit mindestens dem 18. Jahrhundert bekannt,
und wurde besonders in der Gründerzeit abgebaut. Der Gips wurde in Gaaden verstampft und war als Gaadener Gips bekannt.
Ab dem Zweiten Weltkrieg wurde das Bergwerk am Hühnerkogel (447 m ü. A.), einen halben Kilometer nördlich des Orts, vom Kalk- und Zementhersteller Perlmooser betrieben (Gipsbergbau Preinsfeld GmbH), ab 1962 als ein Grubenfeld im Ausmaß von 3 Grubenmaßen
(ca. 15 Hektar), und gehört heute zur Lafarge Perlmooser Holding.
2001 musste nach laufenden Gipseinbrüchen und Ausschwemmungen das Bergwerk stillgelegt werden. Aufgrund der instabilen Berglage ist es heute Sperrgebiet, es soll in den kommenden Jahren verfüllt werden.
Das Vorkommen zeigte sich historisch in mehreren natürlichen Pingen. Der Gips wurde bis zu 40 Meter tief aufgefahren und ist an der Sohle ersoffen. Es erstreckt sich in Werfener Schichten, die hier die Grenze zwischen Kalkwienerwald und Flyschwienerwald (Sandsteine) markieren. Bekannt aus dieser Zone ist auch die Seegrotte bei Hinterbrühl, heute Schaubergwerk.